# ヴェルダンの戦い (1792年)
ヴェルダンの戦い（ヴェルダンのたたかい、英語: Battle of Verdun）は1792年8月20日から9月2日まで、フランス立憲王国とプロイセン王国の間で戦われた、第一次対仏大同盟の初期の戦闘。プロイセン軍が勝利したことでパリへの障礙が一つ取り除かれた。

## その後
ボールペールは銃弾が頭に直撃して死亡した。9月4日、プロイセン王フリードリヒ・ヴィルヘルム2世は自軍8万人にシャンパーニュ経由でパリに進軍するよう命じた。一方フランスで8月末より続いた民衆のパニックはこの敗退により怒りに変え、九月虐殺を引き起こした。
プロイセン軍は破竹の勢いでヴァルミーまで進軍したが、9月20日のヴァルミーの戦いで逆転敗北してしまい、10月14日にはヴェルダンからも撤退した。